# Stylidium inaequipetalum
Stylidium inaequipetalum är en tvåhjärtbladig växtart som beskrevs av John McConnell Black. Stylidium inaequipetalum ingår i släktet Stylidium och familjen Stylidiaceae. Inga underarter finns listade i Catalogue of Life.